# Mahuampi Acosta
Mahuampi Acosta (Guárico, Venezuela, 1930-1993) fue una primera actriz Venezolana.

## Biografía
A los 23 días de nacida fue trasladada al norte del estado de México. Impulsada por su madre, ingresó al medio artístico y cada vez que viajaba a Venezuela de visita trabajaba en el Conjunto Lírico Infantil Caracas.
A los 17 años de edad regresó para radicarse en Venezuela. Su intención era ser médico o desarrollar una carrera relacionada con las ciencias, pero por complacer a su madre estudió Letras. De la mano de su madre fue llevada a participar en su primera película, Pobre hija mía (1942), dirigida por José Fernández para Cóndor Films.
Mahuampi laboró como script y maquilladora en las películas Sangre en la playa (1946), coproducción mexicana-venezolana dirigida por Antonio Bravo; y Al galope (1949), de Mario del Río y Miguel Isava. Amador Bendayán la llevó para que trabajase como maquilladora y actriz en una película argentina en la cual él participaba. Después trabajaría en tres películas venezolanas más y en cinco mexicanas.
Sus inicios profesionales en la radio caraqueña datan del año 1944. Ya en la década de los 50, era protagonista femenina de radionovelas, junto a actrices como Gladys Hernández, Margot Antillano, Josefina Guinand y Rosita Vásquez. Radio Rumbos tuvo para su inauguración la novela ¡Dios se lo pague!, protagonizada por ella y Arturo de Córdova, historia que luego sería llevada al cine con Zully Moreno y el propio de Córdova.
Para algunos espectadores, la figura de Mahuampi empezó realmente a ser conocida en la década de los 70, cuando participó en varias telenovelas realizadas por Radio Caracas Televisión, como Raquel (1973), Valentina (1975), Sabrina (1976), La hija de Juana Crespo y La señora de Cárdenas, ambas en 1977. Su gran oportunidad vendría con el rol de Mamá Rosa en Estefanía (1979), novela que marcó época en Venezuela.
El viernes 15 de enero de 1993, a las 11:30 de la mañana aproximadamente, la veterana actriz Mahuampi Acosta se encontraba en el estudio donde se grababa Amor de papel, en Venevisión.  La telenovela aún no estaba en el aire y ella tenía asignado el personaje de La Chona dentro de la trama. En plena grabación, empezó a padecer mareos y le sobrevino un desmayo. Aparentemente había sufrido un ataque de hipotensión. De inmediato fue trasladada de emergencia por sus compañeros al servicio médico, pero poco después le sobrevino un paro respiratorio del cual no logró sobrevivir.

## Telenovelas
- 1973, Raquel.(RCTV) - Sor Matilde
- 1975, Valentina.(RCTV) - Trini
- 1975, La trepadora - Juana
- 1976, Sabrina.(RCTV) - Asuna
- 1977, La señora de Cárdenas.(RCTV) - Elvira De Cárdenas (mamá de Alberto)
- 1977, La hija de Juana Crespo.(RCTV)
- 1979, Estefanía.(RCTV) - Mama Rosa
- 1980, Natalia de 8 a 9.(RCTV) - Miss Lucila de Brito
- 1981, La hija de nadie.(RCTV) - Mrs Rita
- 1982, ¿Qué pasó con Jacqueline?.(RCTV)
- 1983, Bienvenida Esperanza.(RCTV) - Remedios Aparicio
- 1984, Leonela.(RCTV) - Doña Delfina
- 1985, Topacio.(RCTV) - Eulalia
- 1985, Cristal.(RCTV) - Doña Puri
- 1988, Alma Mía.(RCTV)
- 1989, Maribel.(Venevisión)
- 1990, Pasionaria.(Venevisión) - Mamita
- 1991, Mundo de fieras.(Venevisión) - Masanta
- 1992, Cara sucia. (Venevision)
- 1993, Amor de papel.(Venevisión)

## Cine
- Pobre hija mía (1942)
- Adiós Miami
- Reinaldo Solar

## Radionovelas
- ¡Dios se lo pague!
- La Gata

## Teatro
- Yerma
- Bodas de sangre